# B：The Beginning
| プロデューサー   | 黒木類             |
| 総作画監督       | 中澤一登           |
| 美術デザイン     | 伊井蔵             |
| プロップデザイン | 津坂美織、冨田収子 |
| 色彩設計         | 境成美             |
| 美術監督         | 田中孝典           |
| 3DCGディレクター | 磯部兼士           |
| 撮影監督         | 荒井栄児           |
| 編集             | 植松淳一           |
| 音響監督         | 長崎行男           |

『B: The Beginning』（ビー ザ ビギニング）は、Netflixで配信されているProduction I.G制作による日本のWebアニメ作品。シーズン1は2018年3月2日から配信され、シーズン2『B: Succession』（ビー サクセッション）は2021年3月18日より配信された。
第22回文化庁メディア芸術祭アニメーション部門審査委員会推薦作品。

## あらすじ
群島国家「クレモナ」では、凶悪犯罪者ばかりが殺される事件が発生しており、犯人は現場に「B」を刻むことから、「Killer B」という通称がつけられていた。天才捜査官として知られるキース・フリックは王立警察特殊犯罪捜査課（通称「RIS」）へと戻り、「Killer B」の謎を追う。一方、キースの同僚である星名リリィの実家のバイオリン工房には、黒羽という少年が職人見習いとして出入りしていた。異形の姿へと変ずる力を持つ黒羽は、ある人物を探すべく夜の街を駆け回っていた。テロ組織「マーケットメイカー」のリーダーである皆月は、ある憎しみをもって黒羽を追っていた。

## 登場人物

### 主要人物
黒羽（こくう）
声 - 梶裕貴、桑島法子（幼少期）
本作の主人公。リリィの父が営むバイオリン工房に職人見習いとして出入りする少年。背中から翼を生やし、左腕の肘より下が刃に変化する能力を持ち、その姿で、ある目的を果たすべくKiller Bとして暗躍。一部を除く過去の記憶を無くしている。
キース・風間・フリック
声 - 平田広明
本作のもう一人の主人公。とある大事件で一線を退いていたが、「Killer B」事件を機に、特殊犯罪捜査課に復帰してきた捜査官。天才的な頭脳を持つ反面、運動は苦手。リリィを苦手としており、ことあるごとに彼女を避ける。親しい仲間にはドイツ語で天才を意味する「ゲニ(Genie)」と呼ばれている。

### RIS(王立警察特殊犯罪捜査課)
星名リリィ
声 - 瀬戸麻沙美
新人捜査官。東洋系の外見。無神経だが、他者にはない発想としぶとさを持つ。キースからは鬱陶しがられている。
エリック・トガ
声 - 東地宏樹
現場指揮官で、キースの弟子。
ボリス・マイヤー
声 - 稲葉実
老齢の捜査官で、引退が近い。キースとは旧知の仲であり、彼が一線を退くきっかけとなった事件について知っている。また、他の捜査官たちの相談相手でもある。
吉永カエラ
声 - 小清水亜美
捜査官。専用のオペレーションルームを持つホワイトハッカーとして後方支援を主としており、エリックと行動することが多い。臆することなく発言するため、相手を困らせてしまうことがある。
マリオ・ルイス・ズリータ
声 - 田中進太郎
捜査官。坊主頭の巨体で体力に自信がある。実はキースをひそかに尊敬している。
ジャン・アンリ・リシャール
声 - 後藤敦
捜査官。キースとは旧知の仲である。
ブライアン・ブランドン
声 - 豊永利行
捜査官。情報分析並びに技術面での支援に長ける一方、経験不足故頼りないと思われている。カエラに片思いをしている。監視されていることに最初に気づき、それをみんなに伝えようとした際に襲われるが、命に別状はなかった。
ギルバート・ロス
声 - 森川智之
王立法医学研究所のスタッフで、キースとは学生時代からの知り合い。禁煙していると自称しているが、隠れて吸っている。

### マーケットメイカー
皆月
声 - 石川界人、三瓶由布子（幼少期）
マーケットメイカーのリーダーで、黒羽に憎しみを抱く。
ライカ
声 - 喜多田悠、大地葉（幼少期）
皆月の忠実な部下。左右で色の違うサングラスをかけている。記憶操作の能力を持つ。
クエン
声 - 粟根まこと
皆月の部下。顔面に十字のペイントをしている。組織の中で、最初に黒羽と接触し、殺される。
カムイ
声 - 中井和哉
皆月の部下。目立ちたがり屋で、殺人の際も派手に行う。
ユナ
声 - 佐藤聡美
皆月の部下である無口な少女。皆月同様黒羽に憎しみを抱いているが、それは操作された記憶。幼少期は黒羽と共に過ごしていた。ある目的のため黒羽を誘き寄せるためにマーケットメーカーに生かされている。シーズン2では大学生生活を送っている。
イザナミ
声 - 斎賀みつき
皆月の部下。遊ぶように黒羽を追い詰める。中性的な人物で性別不詳。2話では花魁に変装してイベントに潜入し黒羽と接触。戦闘の際にあるメッセージを黒羽に託す。その後、黒羽によって殺されたと思われていた。左脚の膝から下を刃に変える能力を持つ。シーズン2では黒羽を助ける存在として再登場を果たす。
タケル&ククリ
声 - 亀田望美（タケル）
皆月の部下である双子の兄弟。二人一組による銃撃を得意とする。

### その他の登場人物
エリカ・風間・フリック
声 - 八重畑由希音
キースの義理の妹。リリィと似ている。
キリサメ
声 - 寺島拓篤、皆川純子（幼少期）
幼少期のある事件で黒羽を助けるために死亡したと思われていた。黒羽が持つ左腕を刃に変える能力の最初の持ち主。12話のラストで生存していることが明かされる。シーズン2では黒羽を国家機関にスカウトするために黒羽の前に現れる。
カザン
声 - 澁谷梓希
ナスカ
声 - 小市眞琴
イザヨイ
声 - 七瀬彩夏
アサギリ
声 - 潘めぐみ
黒羽やキリサメ達の次世代型。任意の相手の力をコピーする能力を持つ。
ユキカゼ
声 - 内山昂輝
カザン
声 - KENN

## 制作

### 企画・スタッフィング
本作において、中澤一登は、原作、監督、キャラクターデザイン、総作画監督を務めた。
このうち、監督は山川吉樹との共同監督という形をとっており、中澤は山川を起用した理由について「仕事量を考えた結果、保険ではないがいざというときにケアできる体制をとりたかったことと、世に出す前に誰かに確認してもらいたいと思い、自分とは全く異なるタイプの人に見てもらった方がよいと判断した」と、ねとらぼとのインタビューの中で述べている。
本作のストーリーは、あるテレビ番組において、フェラーリの修理工が「なぜフェラーリは複雑な作りなのか」という質問に対して「複雑に作れるからだ」と答えたことに着想を得たものである。
中澤は「本作の根底は単純だが、それに複雑な着物を着せたら面白いかなと思った」とねとらぼとのインタビューの中で述べており、人間関係がこねくり回されるアニメを見たことがなかったことも本作を作るきっかけだったとも述べている。
本作のモチーフを「黒」にした理由について、中澤一登は「様々な色が混ざると黒になる感覚が面白いと感じた」と複数のメディアの取材に対して述べている。

### 美術
本作の舞台となる群島国家「クレモナ」は、イタリアのクレモナやキューバの市街地などがモデルとなっている。
王立警察の建物は新旧の建物が混在する地域にあるという設定から、様々な建築様式が融合したような外観となった。
また、王立警察特殊犯罪捜査課の部屋のうち、広さと照明はProduction I.Gの制作現場が、内装は三菱一号館内のカフェ「Café 1894」がモデルとなっている。
リリィの実家であるバイオリン工房は、昼間は自然光と床からの光の反射によって暖かな雰囲気が出された一方、夕方から夜間の場面では、仕事をするには暗すぎるほど照明が抑えられた。

### 演出
監督である中澤の方針により、本作は話が進むにつれて全貌が明らかになる仕掛けが施されているため、第1話から第3話におけるサイコスリラーの要素は世界観にとどめられている。
皆月役の石川界人はワールドプレミア試写会の中で、場面同士のつながりを確認できるため前回の話を確認するのが楽しいと述べている。
中澤はNetflixが配信する他の作品に過激な描写が含まれていたことを知っていたうえ、シナリオ上で残酷な描写が発生した場合の回避方法も用意していたため、Netflixに対しては「ダメな場面があったら直すので教えてほしい」との気持ちでNetflixとの打ち合わせにあたっていた。
その一方、中澤はNetflixにおいてポケモンチェック（光感受性発作対策チェック）がないことを知った際、「『光の点滅が使えると電のかっこよさが増す』と考え、飛び上がるほどうれしかった」と、ねとらぼとのインタビューの中で述べている。

### キャラクター設定
キャラクターのうち、黒羽はダークヒーローのイメージから孤独・虚無という単語に発展する形で作られた。「黒羽」という名前は「虚空」と読みを同じくできることから、黒羽には翼をはやす能力が設定された。キースは黒羽の対になるキャラクターとして作られており、人物像は物理学者ポール・ディラックをモデルとしている。
ヒロインであるリリィは清涼剤という位置づけであり、彼女の名前も百合的な雰囲気を出すためにつけられた。
また、皆月は視聴者によって悪役にも善玉にもなりうるキャラクターとして設定された。

## 公開
Netflixでの配信に先駆け、2018年2月21日に本作のワールドプレミア試写会が実施され、第1話から第3話が上映された。

## 主題歌
本作のテーマソング「The Perfect World」は マーティ・フリードマンfeat.Jean-Ken Johnny(MAN WITH A MISSION),KenKen(Dragon Ash)によるものであり、フリードマンが作曲、Jean-Ken Johnnyが作詞を担当した。
楽曲の制作にあたり、フリードマンとJean-Ken Johnnyは本作を全話視聴し、それぞれの印象を組み合わせるという手法をとった。
フリードマンはアニメイトタイムズとのインタビューの中で、「通常の主題歌がタイアップであるのに対し、この楽曲はアニメの最後の方に流れるため存在感が強く、非常に責任を感じた」と述べており、デモを聞いた監督がアニメのイメージとそっくりであると聞いたときは安心したと振り返っている。

## 用語
RIS(王立警察特殊犯罪捜査課)
ROYAL INVESTIGATION SERVICEの略で「リス」と呼ばれている。
由来はイタリア語でのRIS（Reparto Investigazioni Scientifiche）らしいです。
マーケットメイカー
「狂気をプロデュースする」をモットーに、犯罪者を助けながら、利用してテロを起こすテログループで、多数のファンサイトが存在する。各メンバーは顔に独特のペイントを施しており、右手の掌にドクロのマークを持っている。